# Louise Janssen
Pour les articles homonymes, voir Janssen.
Louise-Amalia Janssen, née le 5 octobre 1863 au Danemark et morte le 24 février 1938, est une artiste lyrique, soprano. Elle s'est particulièrement produite à Lyon où elle est enterrée (cimetière de la Croix-Rousse).

## Biographie
Née au Danemark en 1863, elle arrive en France et s'installe à Lyon très jeune. Elle suit des cours de piano puis des cours de chant avec Rosine Laborde. Elle suit ensuite des cours de chant et d'opéra à Gratz, avec Amalie Materna en Allemagne pendant un an. Elle sera ensuite suivie par Dulieux, son imprésario.
Une de ses premières représentations sur scène, en 1888, alors qu'elle était encore élève, est rapportée par le critique musical Jules Ruelle dans Le Progrès artistique. Complimentant sa voix, il souligne qu'avec « du travail cette jeune suédoise deviendra une cantatrice de premier ordre », prophétisant ainsi le succès de Louise Janssen.
Pendant deux ans, grâce à Pedro Gailhard, elle joue à l'Opéra de Paris où elle interprète le rôle d'Isolde sous la direction de Charles Lamoureux avant de retourner à Lyon où elle finira le reste de sa carrière.
Elle est la première à rompre avec la tradition de l'ancien acteur lyrique immobile au milieu de la scène. Elle est considérée comme l'une des plus grandes interprètes wagnérienne, tout comme Amalie Materna et Milka Ternina. Selon Louise Janssen « L’interprète n’est rien, s’il ne vit pas avec l’œuvre ; il devient fort ennuyeux s’il s’attache à chercher un misérable succès personnel ». Elle est considérée à l'époque comme la seule française consacrée cantatrice wagnérienne.
Son interprétation évolue au cours du temps vers un aspect de plus en plus classique, son rôle d'Isolde est vu comme le pendant rythmique du rôle de Phèdre interprété par Sarah Bernhardt ou du rôle d'Orphée de Madeleine Croizat. Sa voix avait un timbre très pur, et sa tessiture était relativement étendue, cependant sa diction posait souvent des problèmes de compréhension.
Ses rôles les plus célèbres sont ceux d'Elsa dans Lohengrin et celui d'Isolde dans Tristan und Isolde, considéré comme le sommet de sa carrière lyrique. Elle interpréta, à l'exception du rôle de Senta dans Le Vaisseau-Fantôme, tous les premiers rôles des opéras majeurs de Richard Wagner.

## La scène lyrique
Elle commence sur la scène lyrique dans le rôle de Marguerite, dans le Faust de Charles Gounod qui fut une réussite et où elle fut applaudie longtemps pour son « Air des bijoux ».

### Le rôle d'Elsa

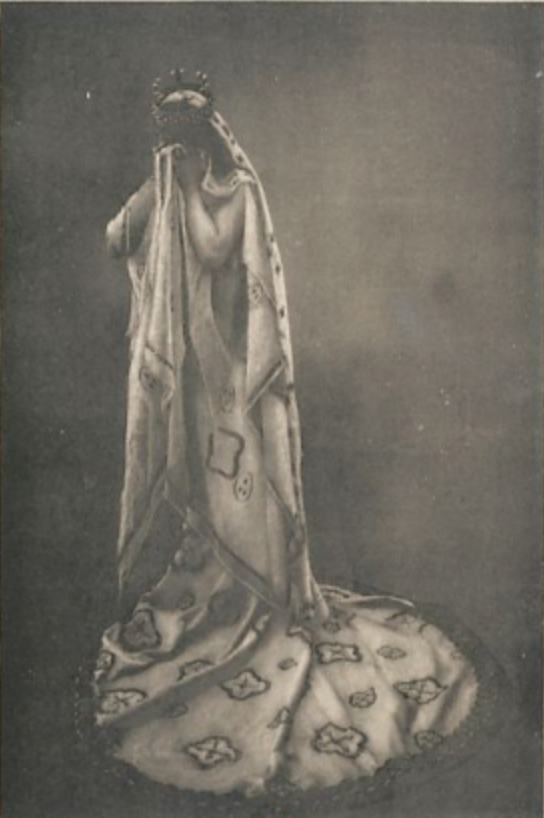
Louise Janssen en Elsa (Lohengrin de Wagner)

Sous la direction de Julien Poncet, le 26 février 1891, elle crée le personnage de Elsa de Brabant, dans Lohengrin de Richard Wagner, auprès de Robert Massard (Lohengrin), Jean Noté (Telramund), Bourgeois (le roi Henri), Amélie Bossy (Ortrude) et Ramieux (un héraut). L'orchestre était dirigé par Alexandre Luigini, les décors ont été peints par Le Goff. La représentation a eu un grand succès, notamment grâce à Alexandre Luigini dont le travail a été considérable. Il a en effet dirigé les chœurs et l'orchestre pour arriver à un résultat « qui mérite des éloges sans restriction ». Les préludes du deuxième et troisième actes ont eu beaucoup de succès, notamment grâce aux interprétations du prélude au troisième acte par les concerts du Conservatoire. Louise Janssen a été, dans le rôle d'Elsa, très louée. Elle est alors considérée par Louis Borgex comme étant celle qui a apporté le succès de cet opéra, ayant été engagée tout spécialement pour le répertoire wagnérien. Selon lui, son jeu est simple, naturel, d'une expression pure et naïve, touchante de foi et d'émotion. C'est à partir de ce moment là qu'elle est désignée comme la créatrice de chaque nouvelle œuvre de Wagner à Lyon. Son rôle sera repris plus tard par Marguerite Claessens.  Elle « détaille avec goût et déploie beaucoup d'art dans la façon dont elle termine les phrases musicales ». Selon le Salut public, l'accueil de la deuxième représentation a eu un succès aussi favorable que celui de la première, le duo de Louise Janssen et Bossy ayant été récompensés par des bouquets décernés aux chanteuses et des bravos. Selon l'auteur de l'article, « c'est bien Mlle Janssen qui a la meilleure part dans le succès de Lohengrin ». La cantatrice a su donner au personnage d'Elsa son caractère poétique et l'auteur souligne à nouveau le geste musical des fins de phrases « qu'elle détaille toujours avec une délicatesse exquise ». Ce succès lui vaut d'être réengagée pour la saison 1891-1892. Elle commence sa carrière notamment grâce à cette création.

### Les autres rôles
En 1891, elle interprète Beatrix dans l'opéra Étienne Marcel de Camille Saint-Saëns. Elle donne la réplique à Robert Massart (Robert), Bourgeois, Noté (Étienne Marcel) Amélie Bossy (le Dauphin), Stephan, Delrat, Plamon et Reine Mézeray. Selon le critique Hubert Michel, elle a eu un grand succès dans le duo du quatrième tableau avec Robert Massart.
En janvier 1892, elle crée le rôle de Brunhilde dans Sigurd d'Ernest Reyer avec Léon Escalaïs (Sigurd), Jean Noté (Gunther), Bourgeois (Hagen), Huguet (le grand prêtre), Mme Dauriac (Hilda), Amélie Bossy (la nourrice). Selon L'Europe artiste, elle a rendu son rôle à la perfection, rendant aux différents airs de la partition un charme vague et séduisant. L'air du réveil et le duo du troisième acte lui ont valu une ovation,.

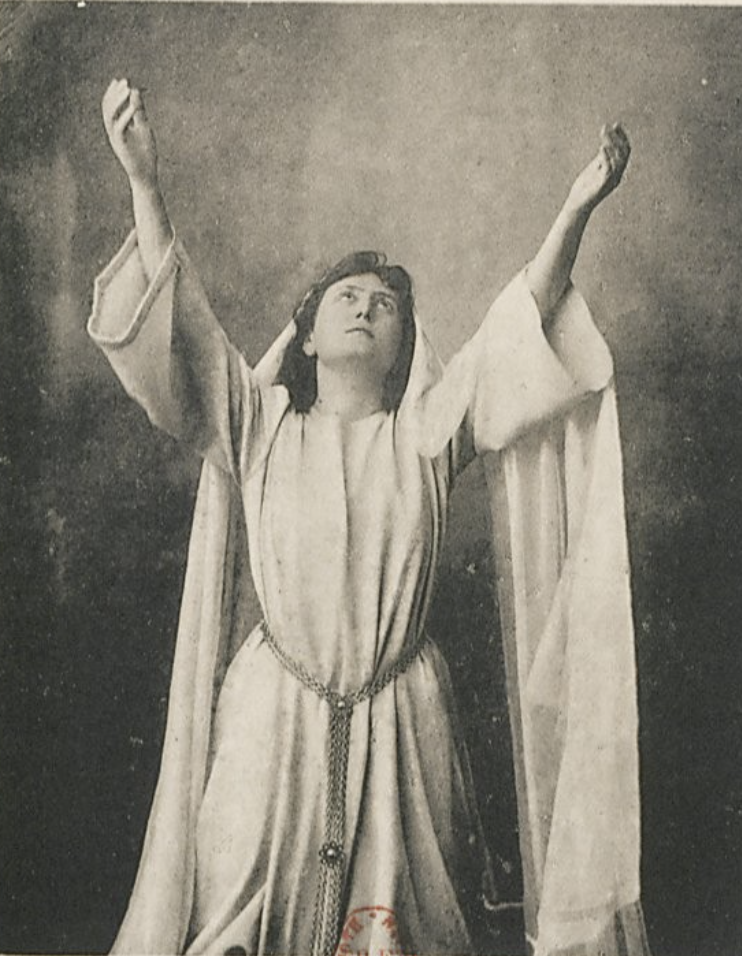
Louise Janssen en Elisabeth (Tannhauser de Wagner)

Le 4 avril 1892, elle crée le rôle d'Elisabet dans le Tannhäuser de Richard Wagner avec Cogny. 
En 1893, elle joue le rôle de Juliette dans Roméo et Juliette de Charles Gounod avec Agustarello Affre (Roméo), Delvoye (Mercutio), Saintein (le comte Capulet), Ariel (Tybalt) et Besson (frère Laurent). Dans ce rôle, Louise Janssen donne à Juliette tout son charme prestigieux. 
En mai 1893, à Paris, elle joue aussi le rôle de Siegrune dans La Walkyrie de Richard Wagner, avec Emmanuel Lafarge (Sigmund), Seintein (Wotan), Sylvestre (Hounding), Caroline Fierens (Brünnhilde) et Marguerite Desvareille. 
Le 4 janvier 1894, elle crée le rôle de Sieglind dans La Walkyrie de Richard Wagner avec Emmanuel Lafarge, Mme Fiérens, Saintein et Sylvestre. 
En 1895, elle interprète l'Infante dans Le Cid de Jules Massenet avec Marguerite Martini (Chimène), Villa, Léon Beyle, Verin et Lequien. Malgré le peu d'importance du rôle de l'Infante, Louise Janssen « a obtenu son succès habituel ». 
En 1895, lors de la reprise de Lohengrin, elle est remplacée par Jane Marcy. 
Sous la direction d'Albert Vizentini, elle crée le 27 novembre 1895 le personnage de Blanche de Sainte-Croix dans La Jacquerie (en) d'Edouard Lalo avec Blanche Deschamp-Jehin.
En 1896, elle rejoue Lohengrin, cette fois avec Émile Cossira (Lohengrin), Joël Fabre (le Roi), Léon Beyle (Frédéric de Telramund), Ramieux (le Héraut) et qui a remporté un bon succès. Elle joue aussi le rôle de Charlotte dans Werther de Jules Massenet avec Cécile Thévenet (Sophie), Gluck (Werther), Victor Chalmin (le Bailli), Huguet (Albert) et Ramieux (Schmidt).

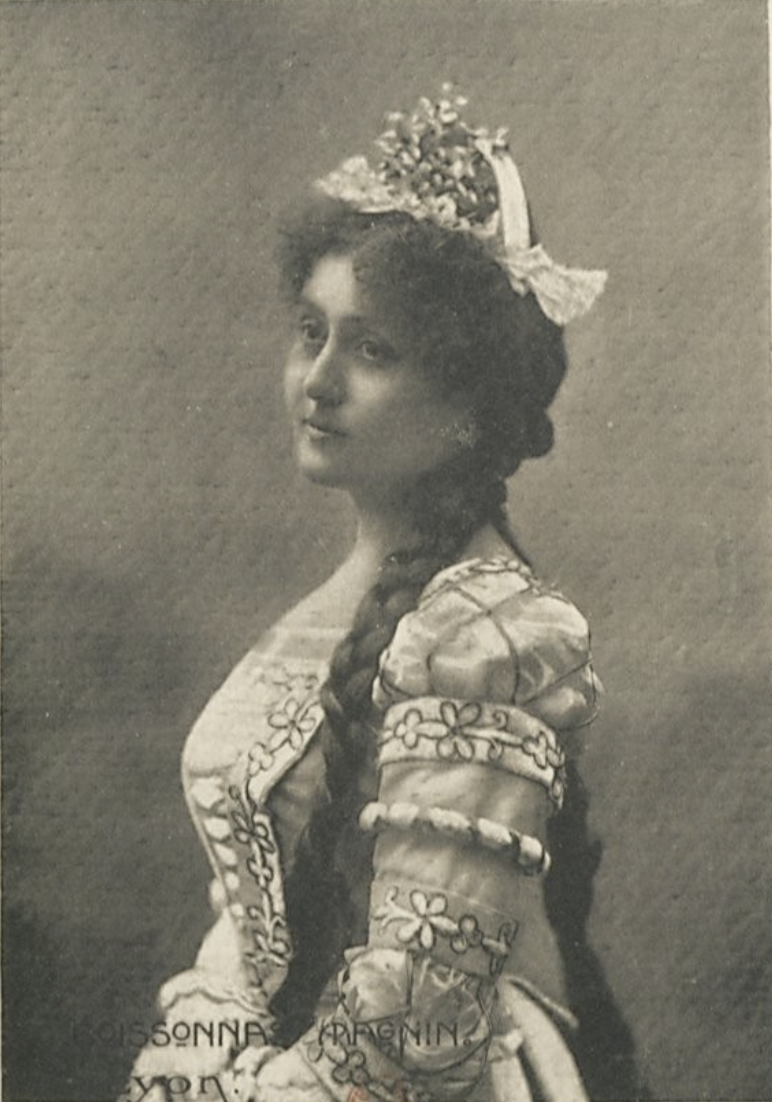
Louise Janssen dans le rôle d'Eva (Les Maîtres Chanteurs de Wagner)

Le 30 décembre 1896, elle crée le rôle d'Eva dans les Maitres chanteurs de Nuremberg de Richard Wagner, auprès d'Émile Cossira (Walter), Gaston Beyle (Hans Sachs), Hyacinthe, Chalmin et Delvoye. Dans le public se trouvait Léon Kerst, Catulle Mendès, Henry Gauthier-Villars. Il y a eu trente-deux représentation entre le 30 décembre 1896 et mi-avril 1897.
En 1896, elle joue aussi, à Monte-Carlo sous la direction de Raoul Gunsbourg.

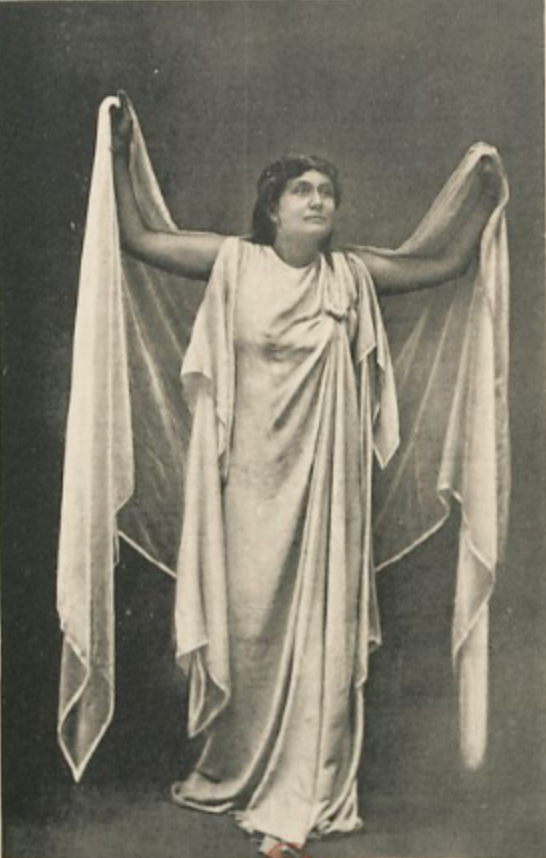
Louise Janssen dans le rôle d'Isolde (Tristan und Isolde de Wagner).

Sous la direction de Gabriel Tournié, elle crée, le 6 mars 1900, le rôle d'Isolde dans Tristan und Isolde de Richard Wagner avec le ténor Émile Scaramberg (Tristan). Cependant, selon Raoul Cinoh, elle chantait la version d'Alfred Ernst, complétée par Louis de Fourcaud et P. Bruck, tandis que les autres chanteurs suivaient la version de Victor Wilder. La scène de la mort d'Isolde a eu un très large succès.
En 1901, elle rejoue Lohengrin à Lyon, cette fois avec Scaramberg dans le rôle de Lohengrin. Selon La Vedette, l'une des scènes les plus réussies a été l'acte du balcon, de même que le duo avec Scaramberg.

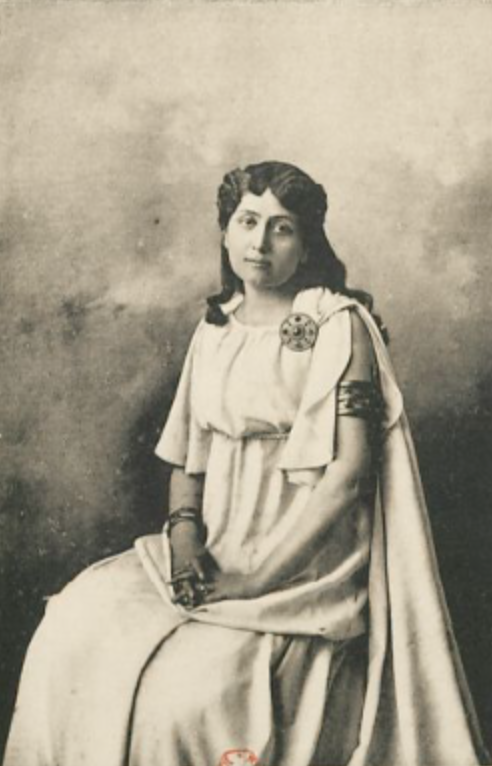
Louise Janssen dans le rôle de Brünnhilde (Le Crépuscule des dieux de Wagner).

Sous la direction de Leimistin Broussan, elle crée le 5 avril 1903 le rôle de Brünnhilde dans la Tétralogie de Richard Wagner, en donnant la réplique à Marius Verdier dans le rôle de Siegfried. 
Le 22 novembre 1903, elle crée le rôle de Ked, reine des Korriganes, dans Armor de Sylvio Lazzari, où elle donne à nouveau la réplique à Marius Verdier dans le rôle d'Armor, Henri Dangès et Lafont. Selon une lettre du compositeur au directeur du Grand-Théâtre « Mlle Louise Janssen et M. Verdier ont été magnifiques tous les deux, ils ont chanté et joué en grands artistes qu'ils sont. »
En 1904, elle reprend le rôle de Sieglind dans La Walkyrie de Richard Wagner, qui fut à nouveau un grand succès. Elle joue aussi dans Armide de Cristoph Willibald Glück.
En 1906, elle crée le rôle de Cio-Cio-San dans Madame Butterfly de Giacomo Puccini lors d'une tournée en Amérique organisée par Savage. Le rôle sera créé au Ford's Grand Opera House.
En 1910, elle interprète deux lieder d'Egmont. Elle rejoue le rôle de Brünnhilde dans le Crépuscule des dieux de Richard Wagner.
En 1912, elle interprète des mélodies de Edvard Grieg transcrite pour orchestre par Alexandre Luigini et la ballade de Senta du Vaisseau-Fantôme de Richard Wagner.